# 江波 (広島市)
江波（えば）は、広島市中区に所在する地域名。ここでは町名に「江波」を冠する地域について扱う。

## 地理

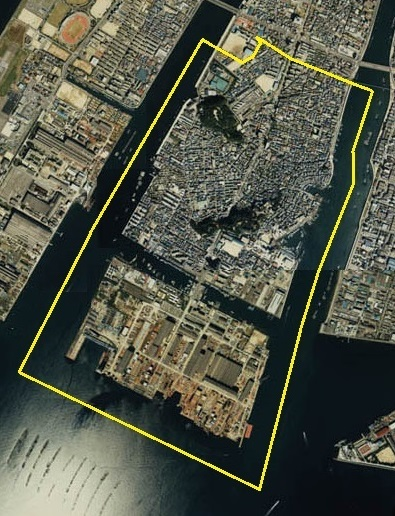

江波は広島市中心部（紙屋町）から南方向、同市中区の南に位置する地域。全体が平坦な地形であり、地域内を広島電鉄江波線が走っている。広島県内を流れて広島湾に注ぐ太田川の河口部に位置し、南北に長細い地形をしている。東の吉島・光南との間に旧太田川（本川）が流れており、西側の西区観音との間に天満川が流れている。北側で舟入と接し、南側で広島湾に面す。

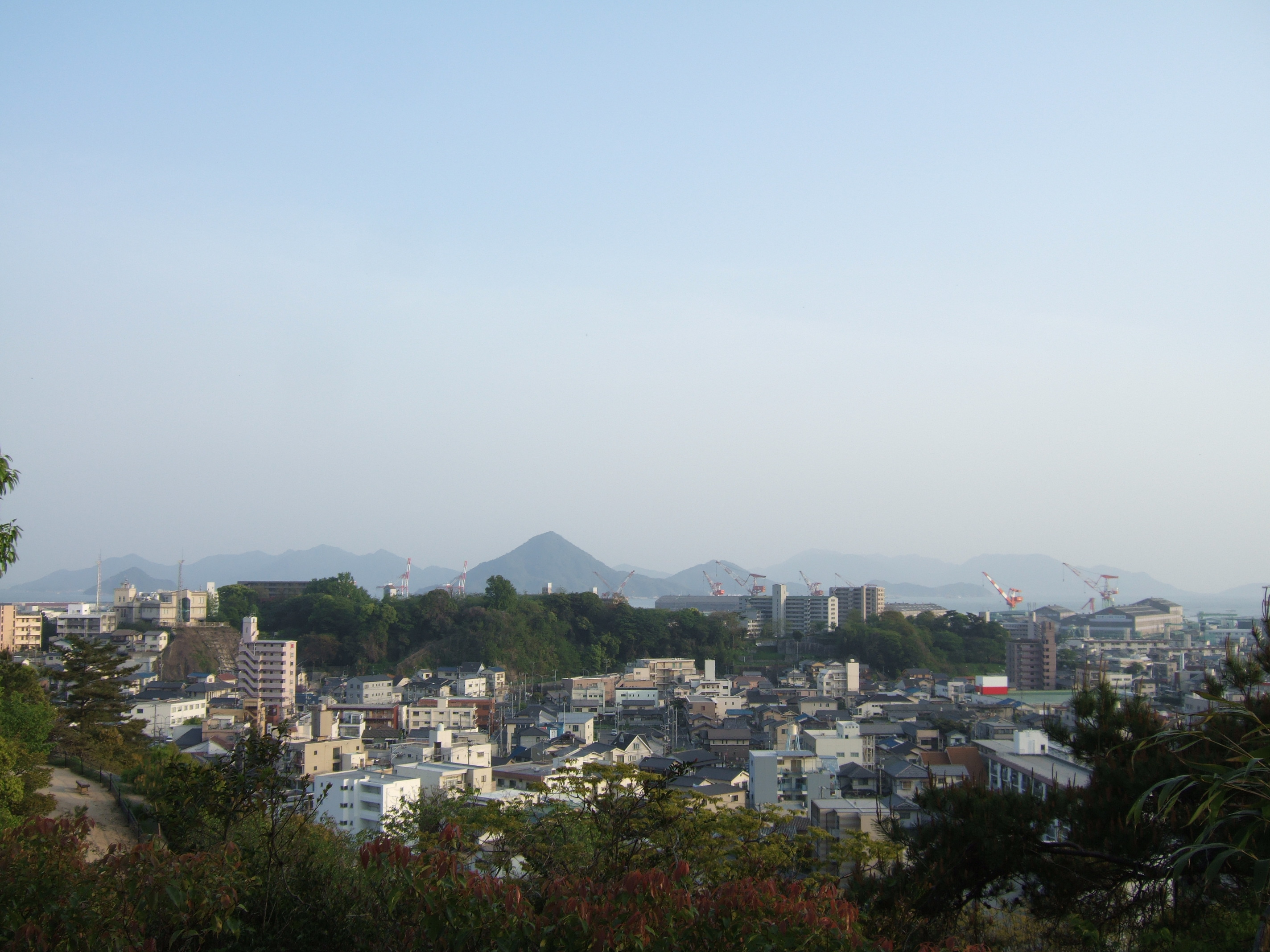
江波山
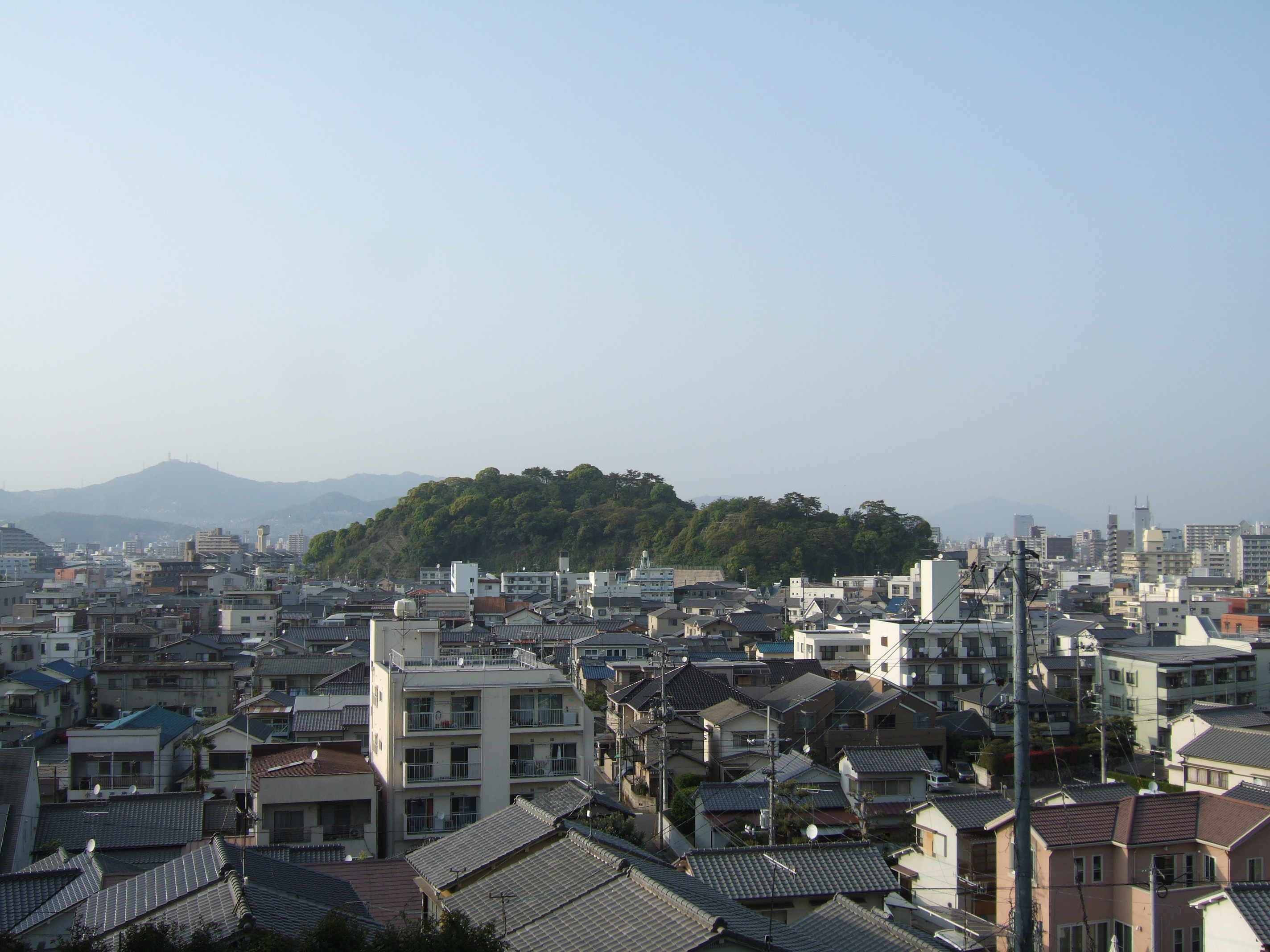
江波皿山

## 歴史

### 地名の由来
江波がまだ島だった頃、漁業のエサが肥え、魚も良く獲れたという。このことから良いエサ場を意味して「餌場」（えば）と呼ばれるようになったとされる。漢字は「衣波」や、衣羽（えば）神社の「衣羽」などが当てられた。
- 江波二本松（えばにほんまつ） - 現在の江波二本松一帯には養殖場があった。養殖場の中に小さな2つの山があり、松の木が1本ずつあったことから「二本松」と呼ばれるようになった[4]。
- 江波皿山公園（えばさらやまこうえん） - 江波皿山の麓で江波焼といわれる皿を焼いていたことから[4]。

### 沿革

#### 江波島
江波は、かつて広島湾に浮かぶ「江波島」という島であった。江波の村社である「衣羽（えば）神社」には約680年前の記録があり、島には約700年前には人が住んでいたという記録が残っている。広島が五箇庄といわれていた寒村の頃、現在の太田川デルタはほぼ海中であり、現在は丘の部分がデルタに点在していた島々であった。

#### 干拓と埋め立て
江波が島であった頃、洪水が発生した際に流出した土砂が広島湾に堆積し、自然の力によって海岸線が南下していった。
約400年前、毛利輝元によって広島城が築かれると、人の力によって急速に干拓が進んでいく。明治時代には舟入と陸続きになった。現在の地形になったのは第二次世界大戦戦後の埋立事業によるものである。
現在の中区白島（はくしま）が箱島（はこしま）、南区比治山は日地島（肘山・ひじやま）、南区黄金山（おうごんざん）は仁保島（にほじま）、そして中区江波の江波山及び江波皿山は江波島（えばじま）と呼ばれていた。

#### 江波港
江波は江戸時代、広島の外港の町として栄え、半農半漁の集落であった。とくに海苔とカキが採取され、養殖が盛んであった。畑が空く冬に海苔を天日干ししていた。幕末には横浜港や神戸港などのように貿易港にする案が浮上したが、版籍奉還により白紙となった。1889年には江波から東南に位置する宇品港（現在の広島港）の築港により外港としての座を譲った。戦時中には広島工業港建設により江波山南側が埋め立てられ、徐々に市街地化されていった。

#### 江波村
古い地図には「沼田郡江波村」と記されており「江波村」が存在していた。

#### 広島市江波町
- 1889年 - 広島市が発足して広島市江波町（えばまち）となる。町域は北側の江波と舟入の境界が現在よりも北寄りで（広島市道霞庚午線付近）、現在の江波地区より若干広かった。
広島県立広島商業高等学校も江波町に位置していたため「江波校舎」と呼ばれていた（現在は住居表示の実施により舟入南に変更されている）。

#### 戦争と広島工業港の造成
- 1940年以降、「広島工業港建設」の一環として江波山南側の海面が埋め立てられ、漁業養殖業者の多くは生産縮小や廃業を余儀なくされた。とくに打撃を受けたのはカキとともに、江波の産業であった海苔である。埋立事業により海苔養殖場の多くが失われた。
- 1943年、広島市江波町南側の造成埋立地に「広島工業港建設」計画によって建設されていた、三菱重工広島造船所江波工場が操業開始。
この造船所の通勤輸送力を強化を目的に軍の要請により、1943年12月広島電鉄江波線が土橋電停から舟入本町電停まで複線で開通した。
その後、1944年6月に舟入本町電停～舟入南町電停が単線で開通し、1945年江波線全線が複線化された。江波線については広島電鉄江波線を参照。
- そのほか町内には、江波陸軍射的場や広島陸軍病院などが設置された。

#### 原爆被災
- 1945年8月6日の広島市への原子爆弾投下により、広島測候所では職員中に死傷者が発生、観測機器の破損や爆風で窓枠が曲がるなどの被害があった。また多くの負傷者が殺到し、その数は1万人を超えたと言われる。

#### 戦後から現代
- 1968年 - 住居表示が行われ、「広島市江波町」から「広島市江波東」「広島市江波西」などの地名に変更され、北側の江波と舟入の境界も現行の境界に変わった。
- 1973年 - 三菱重工広島造船所江波工場（現・三菱重工広島製作所江波工場）にて1975年まで、沖縄国際海洋博覧会の日本政府出展物として、博覧会のテーマである「海-その望ましい未来」を具現するシンボル的存在の建造物である、アクアポリスが建造された。
- 1980年 - 広島市の政令指定都市移行。江波地区は町名はそのままに中区とされた。
- 2014年 - 平面道路部の広島南道路と有料高架道路の広島高速3号線が開通。江波大橋と観音大橋[5]も開通し、吉島・観音はもとより、商工センターや広島高速を利用した場合宇品地区、呉方面、海田方面や山陽自動車道などとも接続され、アクセスが向上した。その一方で、道路の建設によって地域コミュニティが分断されたため、高架下に広場を整備するなど、賑わい創出に向けた取り組みが進められている[6]。
- 現在は広島市中心部へのアクセスの良さと、路面電車・広電バス・高速道路など交通網の良さから、住宅・マンションが多くなってきている。
- 2023年、江波商店街が解散した。

### 人口の変遷
総数 [戸数または世帯数：  、人口：  ]
| 1980年（昭和55年）12月末 | 6,700世帯 17,909人 |
| 1990年（平成2年）12月末  | 7,162世帯 18,148人 |
| 2000年（平成12年）12月末 | 7,104世帯 16,363人 |
| 2010年（平成22年）12月末 | 6,728世帯 14,473人 |
| 2013年（平成25年）11月末 | 6,806世帯 14,382人 |

## 交通

### 鉄道
広島電鉄江波線の江波電停が江波西1丁目にある。
- 6号線：広島駅・八丁堀・紙屋町・十日市町・土橋・舟入本町・舟入南方面 - 江波電停
- 8号線：横川駅・十日市町・土橋・舟入本町・舟入南方面 - 江波電停

### バス
広島電鉄によるバスである広電バス6号線（江波 - 牛田方面）が運行されている。
- 6号線（広電バス[12]）：牛田・白島・八丁堀・本通り・市役所前・加古町・舟入本町・舟入南方面 - 江波営業所 - 江波三菱前
  - 江波営業所 → 江波本町→江波トンネル北→江波南二丁目 → 江波三菱前 → 江波南二丁目→江波栄町→江波西二丁目→二本松一丁目→皿山公園下→江波西一丁目 → 江波営業所
  - かきうち通り経由：（市役所前・加古町方面） → 江波東一丁目→江波東二丁目→江波南一丁目→江波小学校前→江波南二丁目 → 江波三菱前 → 江波営業所方面

### 道路
- 広島南道路
  - 国道2号線（平面部）
    - 江波大橋
    - 観音大橋[5]

  - 広島高速3号線（高架部）
    - 本川大橋
    - 天満川大橋
    - 江波出入口（計画中）
- 広島市道横川江波線（おさん通り）
  - 江波トンネル
  - 江波橋
- かきうち通り
- 気象館通り

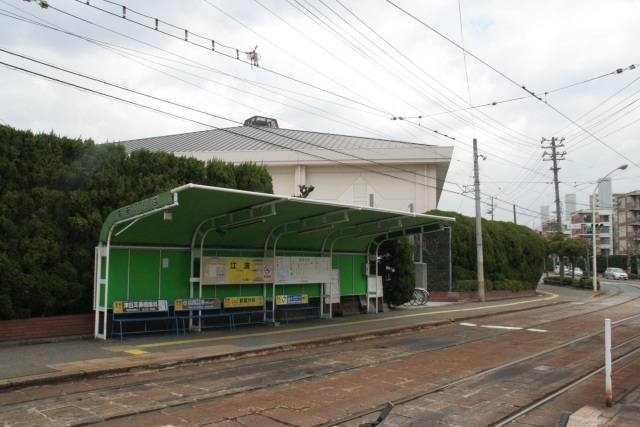
広島電鉄江波線（路面電車）江波電停
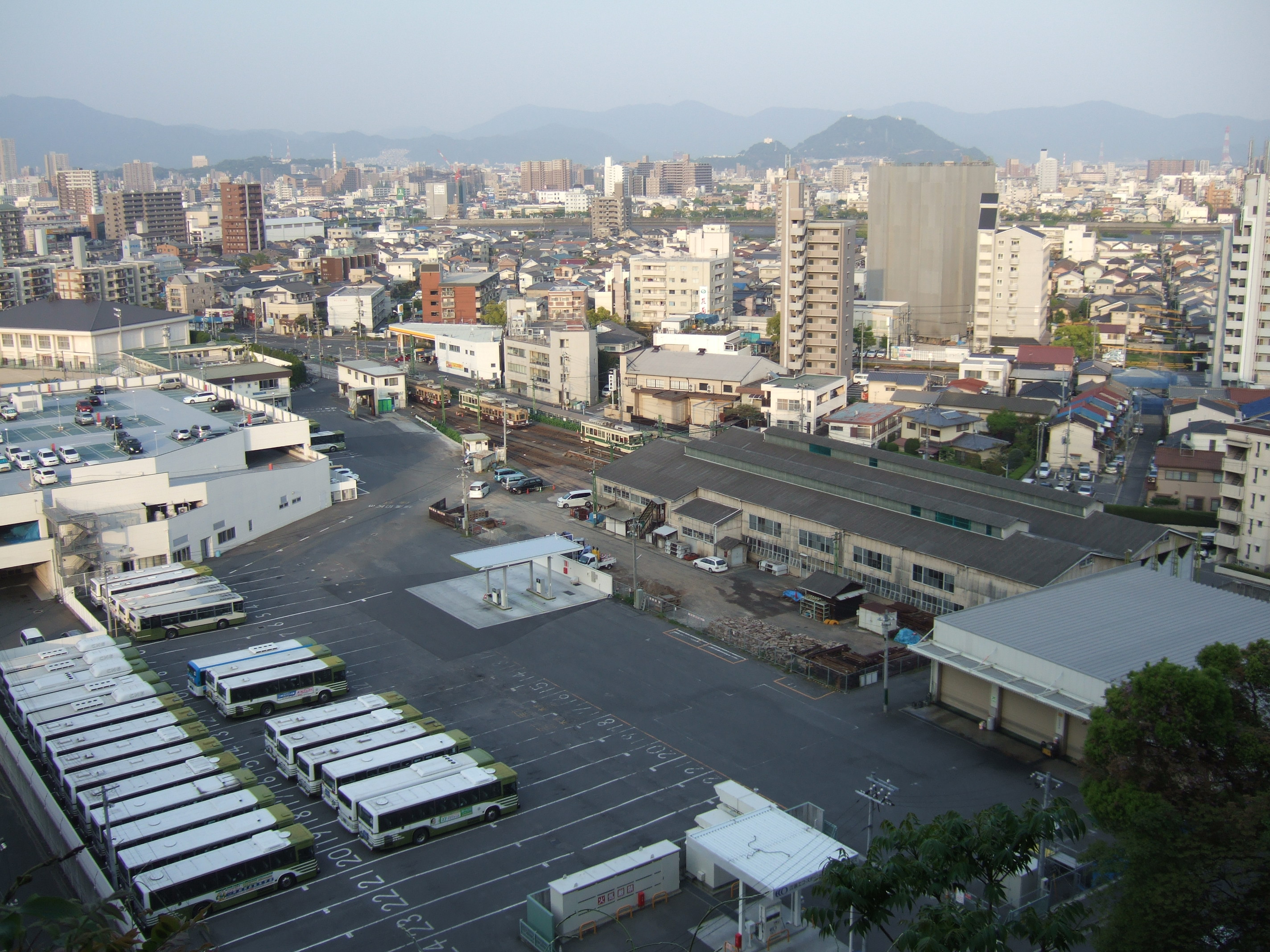
江波電停に隣接する広電江波車庫
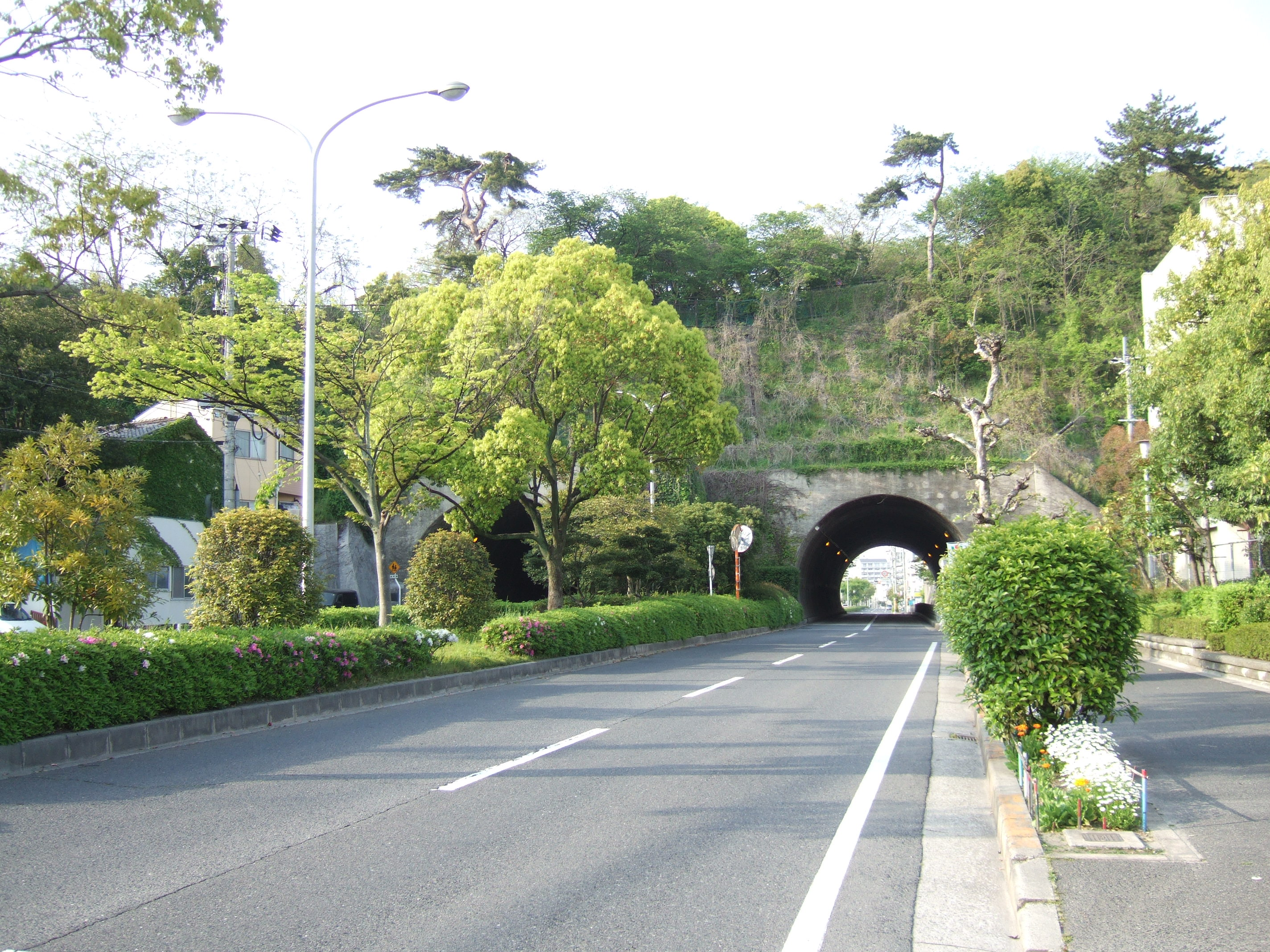
江波トンネル
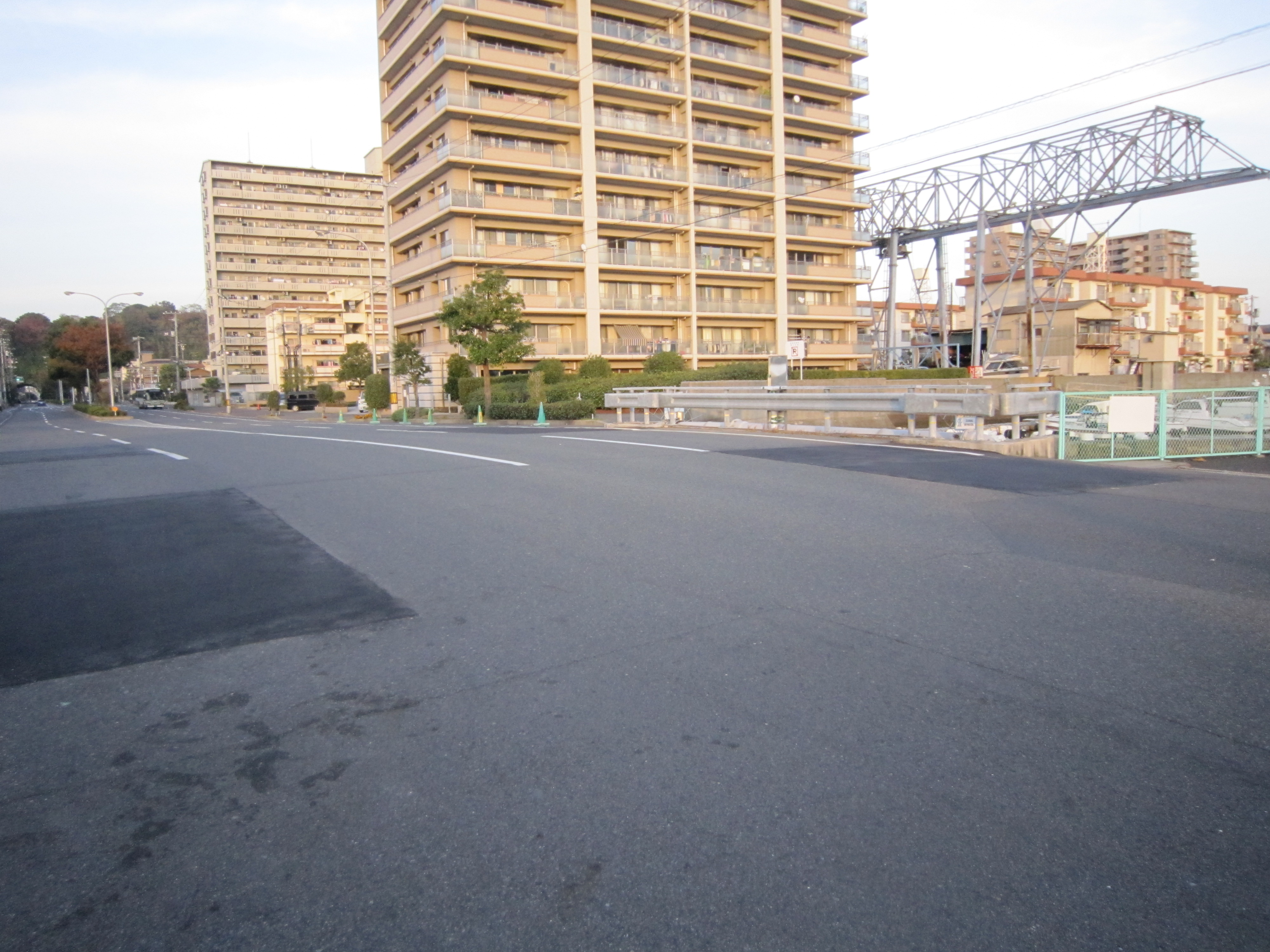
江波南と江波沖町を結ぶ江波橋

## 施設

### 宗教施設
- 衣羽神社（江波南1丁目北緯34度21分59.1秒 東経132度26分10.4秒） - 江波山公園内に位置する。被爆建物。
- 海宝寺（江波南1丁目北緯34度22分2.5秒 東経132度26分10.5秒） - 江波港近くに位置する。被爆建物。
- 聖山稲生神社（江波本町北緯34度22分4.5秒 東経132度26分13.5秒） - 江波港付近に位置する。
- 丸子山不動院（江波東2丁目北緯34度22分6.1秒 東経132度26分21.1秒） - 江波港付近に位置する。
- 海神宮（江波東2丁目北緯34度22分2.7秒 東経132度26分20秒） - 江波港そばに位置する。被爆建物。
- 慈仙寺（江波二本松1丁目北緯34度22分17秒 東経132度25分52.5秒） - 江波皿山公園内に位置する。原爆投下前まで、広島市中島本町（現在の広島市中区中島町・広島平和記念公園内）の北端に位置していた。
- 江波キリスト教会（江波二本松1丁目北緯34度22分9.1秒 東経132度25分54秒） - 江波皿山公園南側付近に位置する。

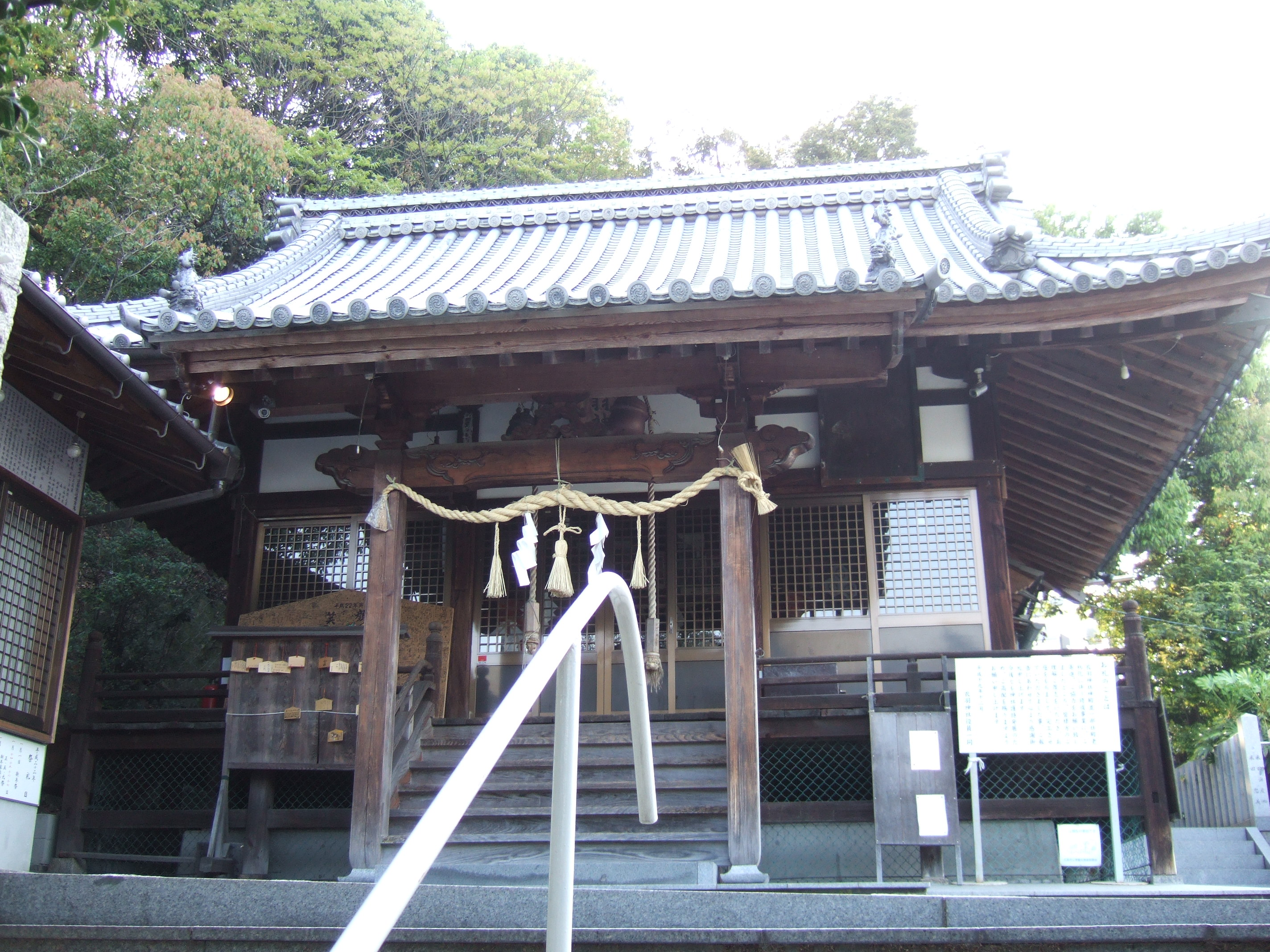
衣羽神社　拝殿
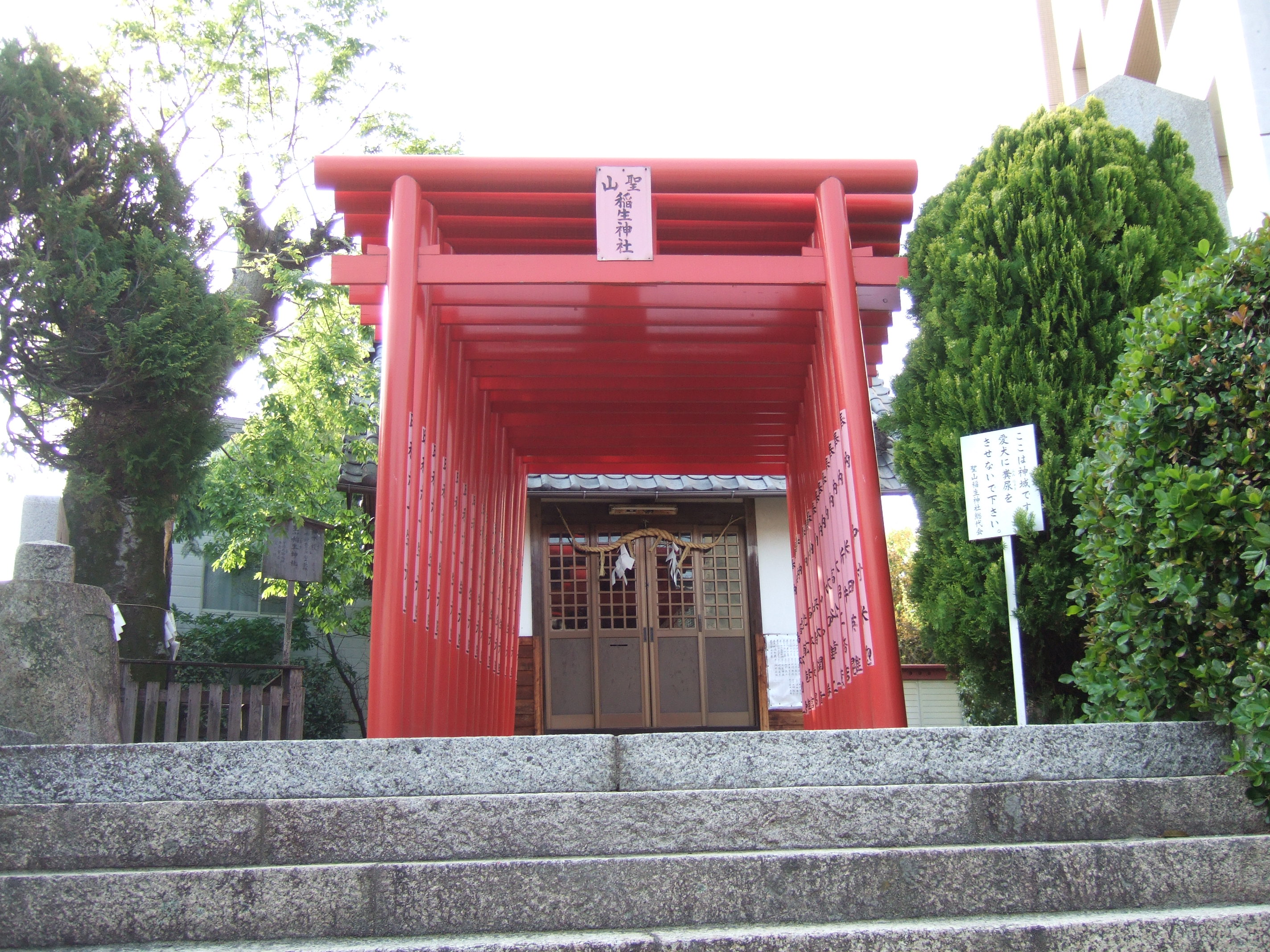
聖山稲生神社
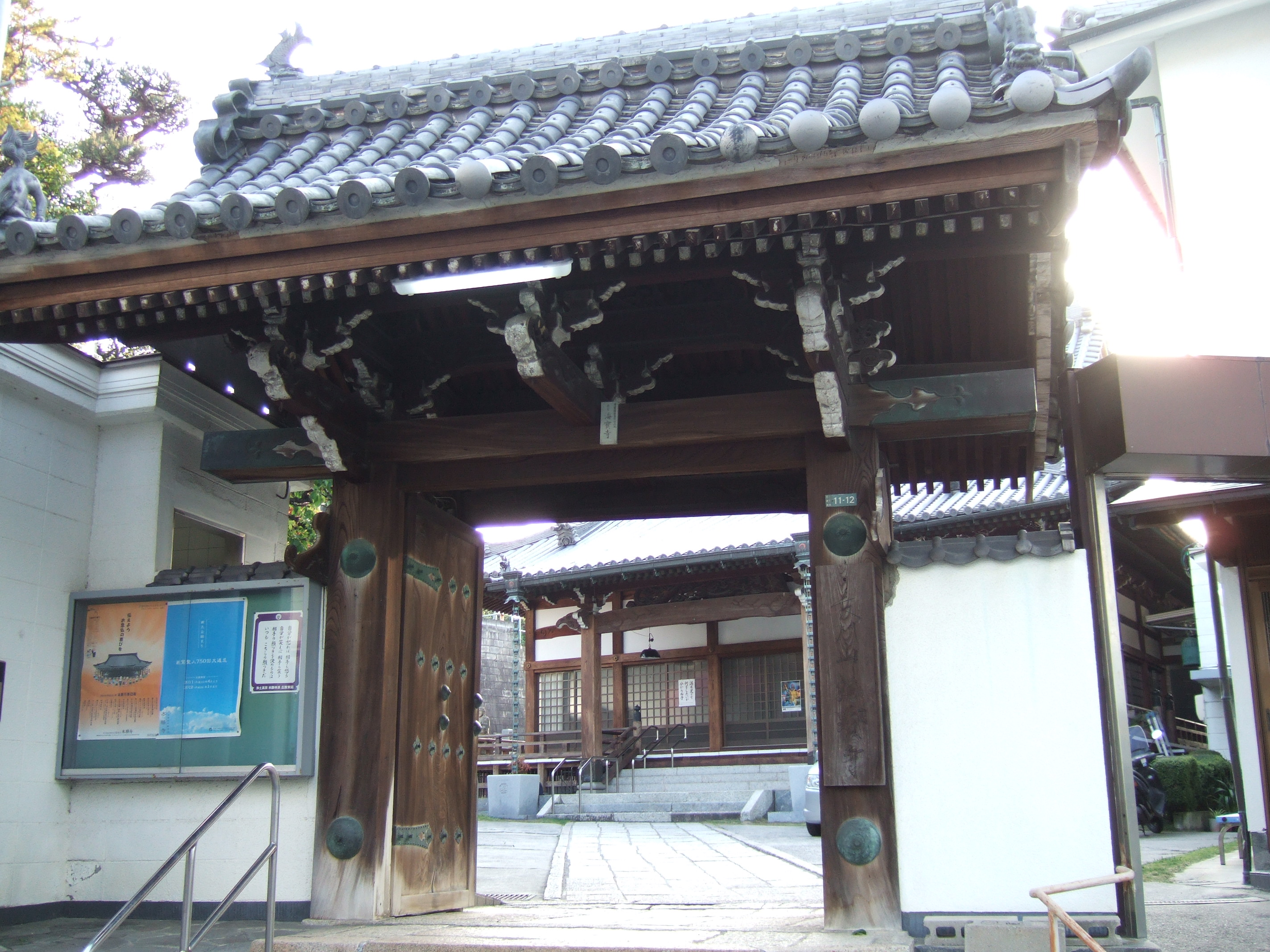
海宝寺　山門
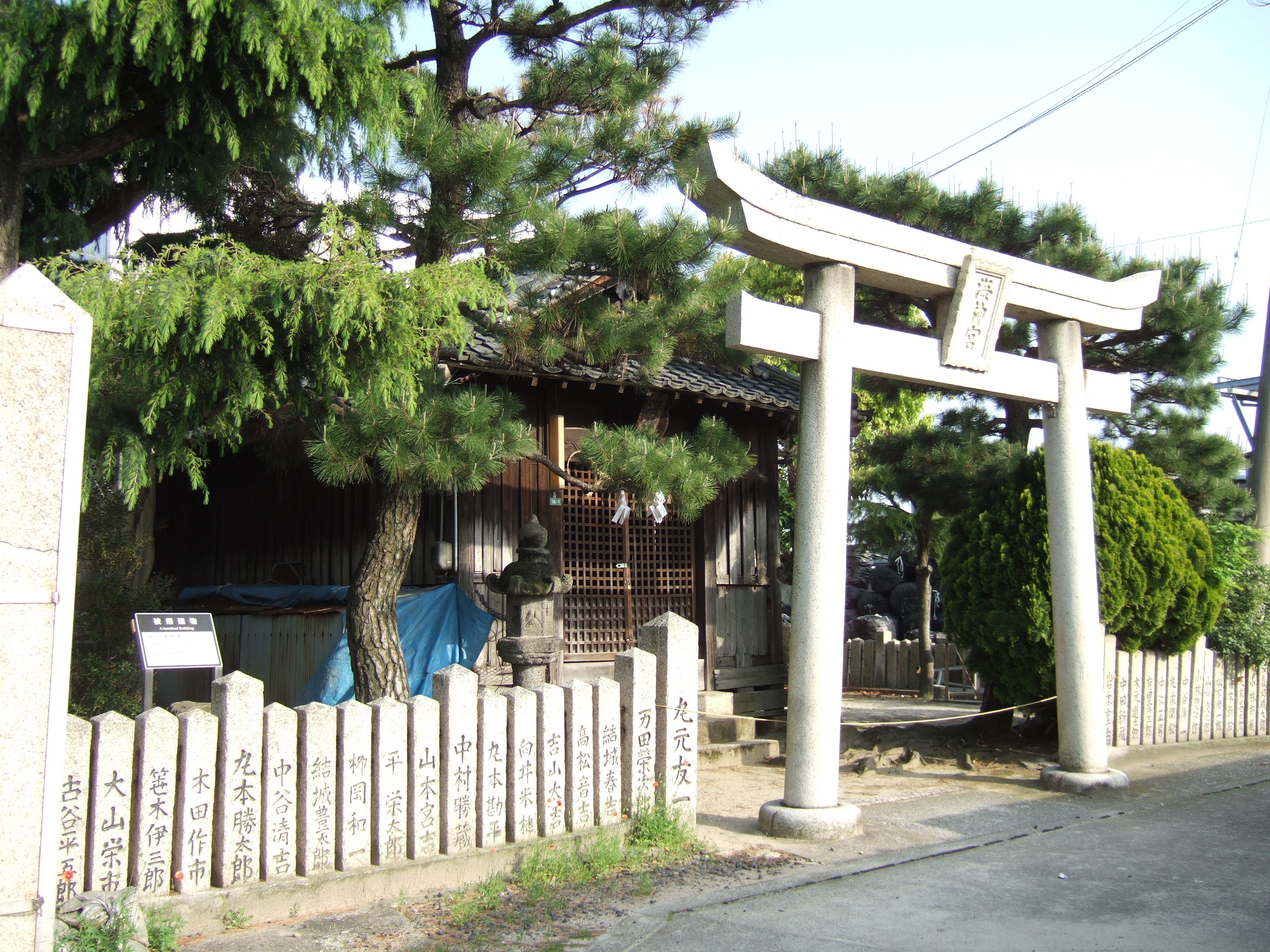
海神宮

### 教育機関
- 広島県立広島商業高等学校（舟入南6丁目北緯34度22分31.8秒 東経132度26分1.9秒） - 1899年現在地に創立。高校野球の強豪として知られる。1968年の住居表示実施による町名変更により江波町から舟入南に住所が変更された。
- 広島市立江波中学校（江波西1丁目北緯34度22分24.6秒 東経132度26分8.3秒） - 1947年、「広島市立第六中学校」として、広島市本川町（現在の広島市中区本川町）に創立。1951年に江波陸軍射的場であった現在地に移転した。江波地区全域と舟入地区全域を通学学区とする[13]。
- 広島市立江波小学校（江波南2丁目北緯34度21分53.3秒 東経132度25分58.4秒） - 1900年創立。戦時中までは現在の広島市江波児童館の場所に位置しており、戦後になって現在地に移転した。2001年に創立100周年を迎えた[14]。
- 栄光こども園（江波西2丁目北緯34度22分2.2秒 東経132度25分45.8秒） - 1952年に栄光幼稚園として開園。2013年より保育園を併設し、栄光こども園となった。
- 広島市江波保育園（江波南1丁目北緯34度21分56.9秒 東経132度26分15.7秒）
- 広島市江波第二保育園（江波東2丁目北緯34度22分12.5秒 東経132度26分18.8秒）
- 広島市江波児童館（江波東2丁目北緯34度22分12.5秒 東経132度26分18.8秒）

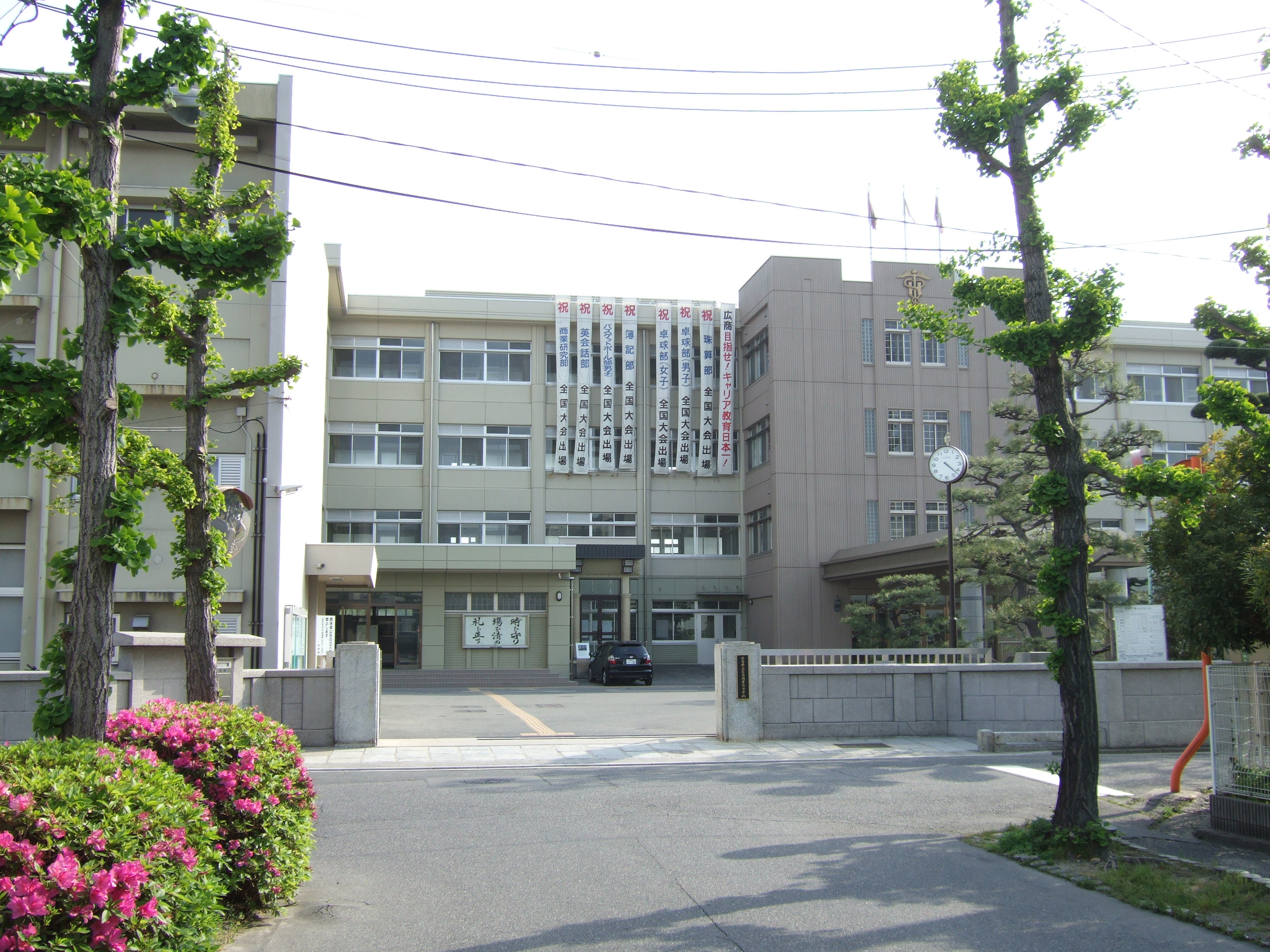
県立広島商業高等学校
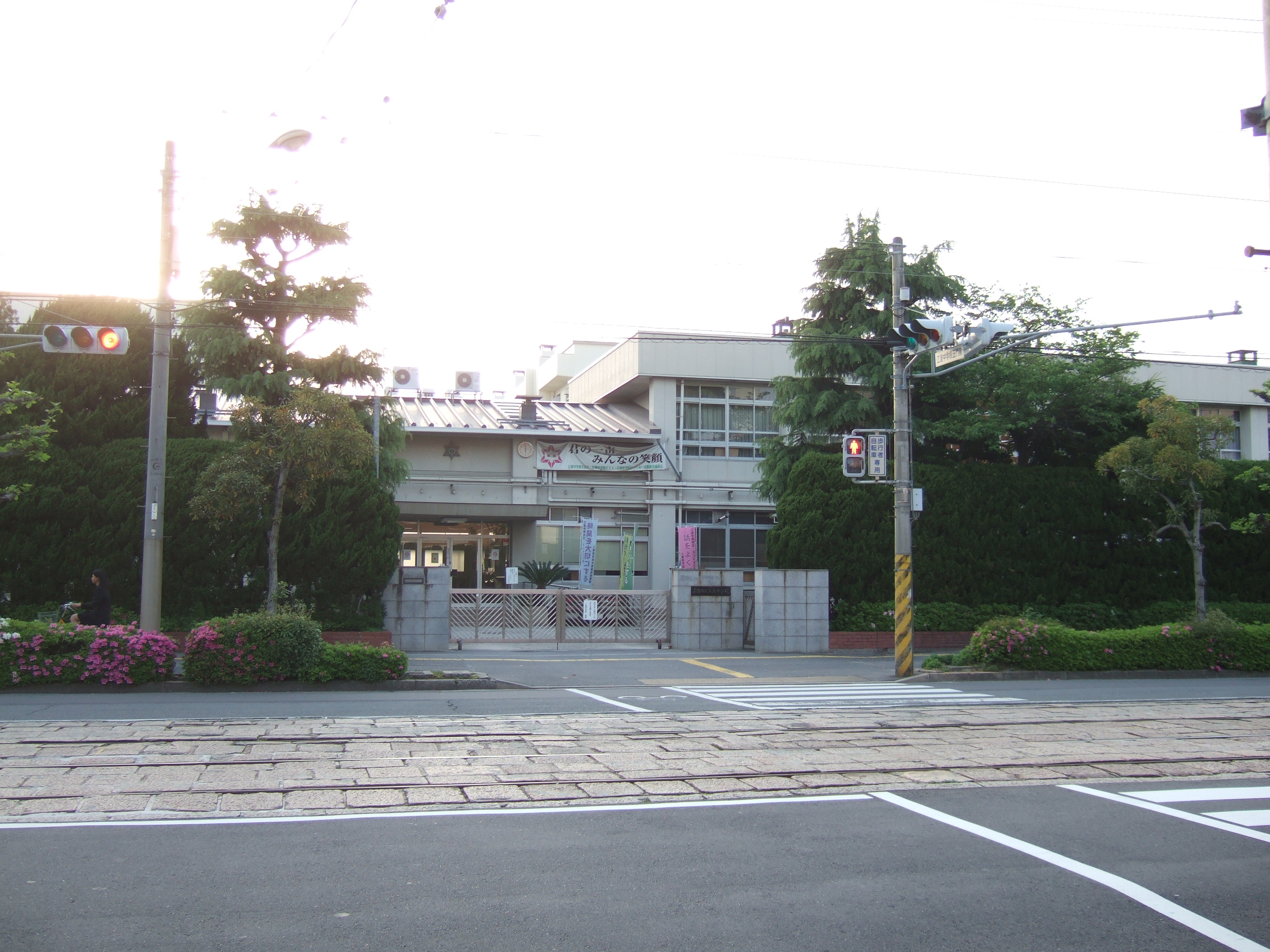
広島市立江波中学校
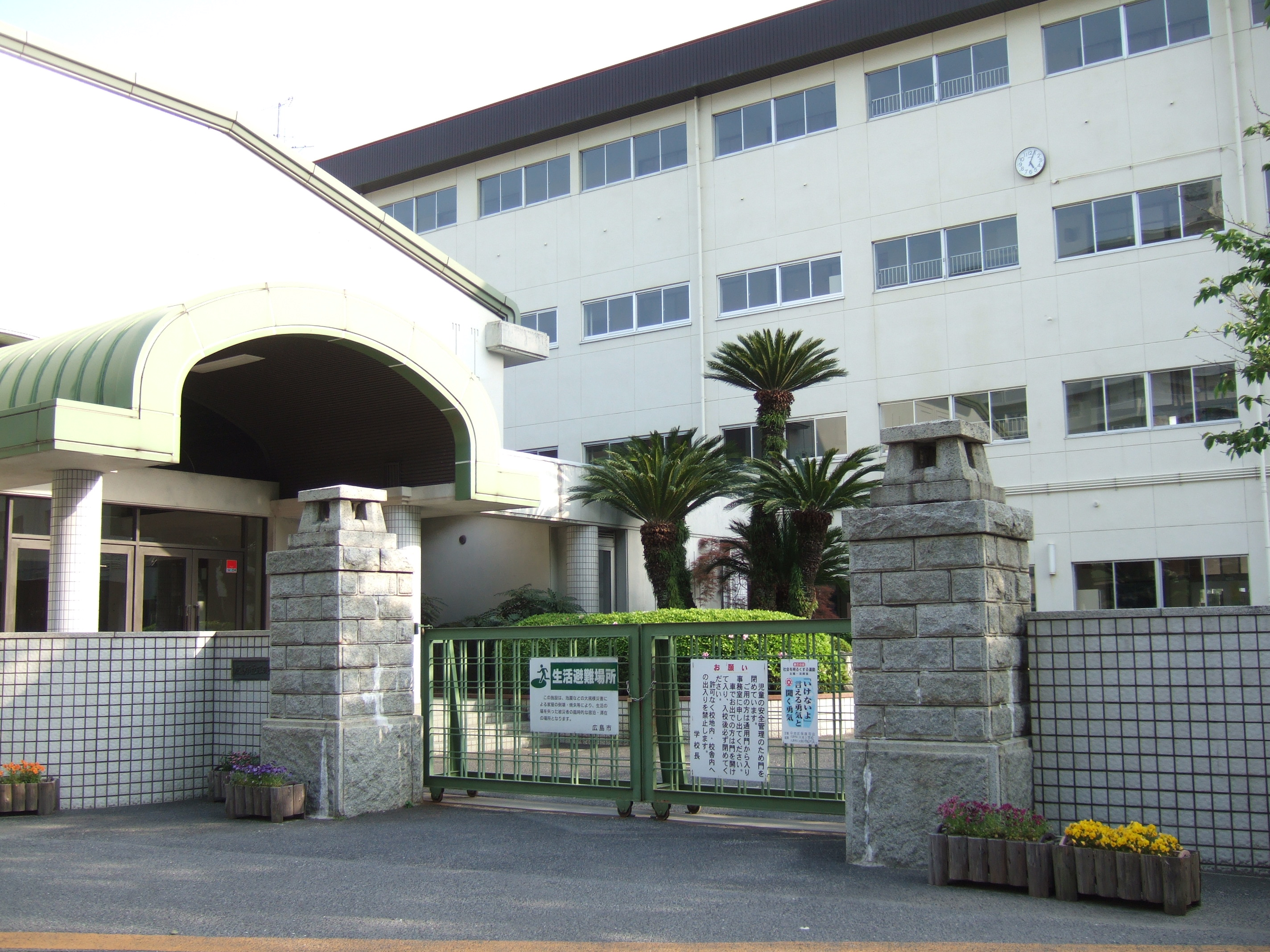
広島市立江波小学校

### 公共施設
- 広島市江波山気象館（江波南1丁目 北緯34度21分58.2秒 東経132度26分6.4秒） - 江波山公園にある気象をテーマとする博物館。「広島地方気象台」の施設であった建物を改装し、1992年江波山気象館として開館した。詳細について広島市江波山気象館を参照[15]。
- 江波山公園（江波南1丁目・江波二本松2丁目北緯34度21分56.2秒 東経132度25分59.8秒） - 江波山には江波山気象館や衣羽（えば）神社がある。花見の名所として有名である。150本のソメイヨシノの他に、市の天然記念物である樹齢150年の八重咲きの被爆樹（ヒロシマエバヤマザクラ）が自生している。山の中央部を市道横川江波線の江波トンネルが南北に通っている。
- 江波皿山公園（江波二本松1丁目北緯34度22分15.7秒 東経132度25分56.6秒） - こちらも花見の名所として有名。
- 広島中央警察署江波町交番（江波沖町北緯34度21分45.2秒 東経132度25分51.1秒） - 江波地区一帯を管轄する。三菱重工広島造船所江波工場手前に位置する。元々江波港付近に位置していた。「江波町」は江波地区の旧称である[16]。
- 広島市消防局中消防署江波出張所（舟入南6丁目北緯34度22分28.7秒 東経132度26分12.4秒） - 開設当時住所が「江波」であったことから「江波出張所」として。住居表示実施の町名変更により現在は舟入となっている。老朽化により建て替えられ、2015年に新庁舎となった[17]。
- 江波エコ・ステーション - CNGガス供給施設。広島電鉄江波車庫の敷地内に所在。
- 広島市江波水資源再生センター（江波西1丁目北緯34度22分22.5秒 東経132度25分55.5秒） - 江波皿山公園の北側に位置している。旧称・広島市江波下水処理場[18]。
- ダイヤエコテック広島（江波沖町北緯34度21分40.1秒 東経132度25分27.8秒） - 廃プラスチックの圧縮梱包施設。

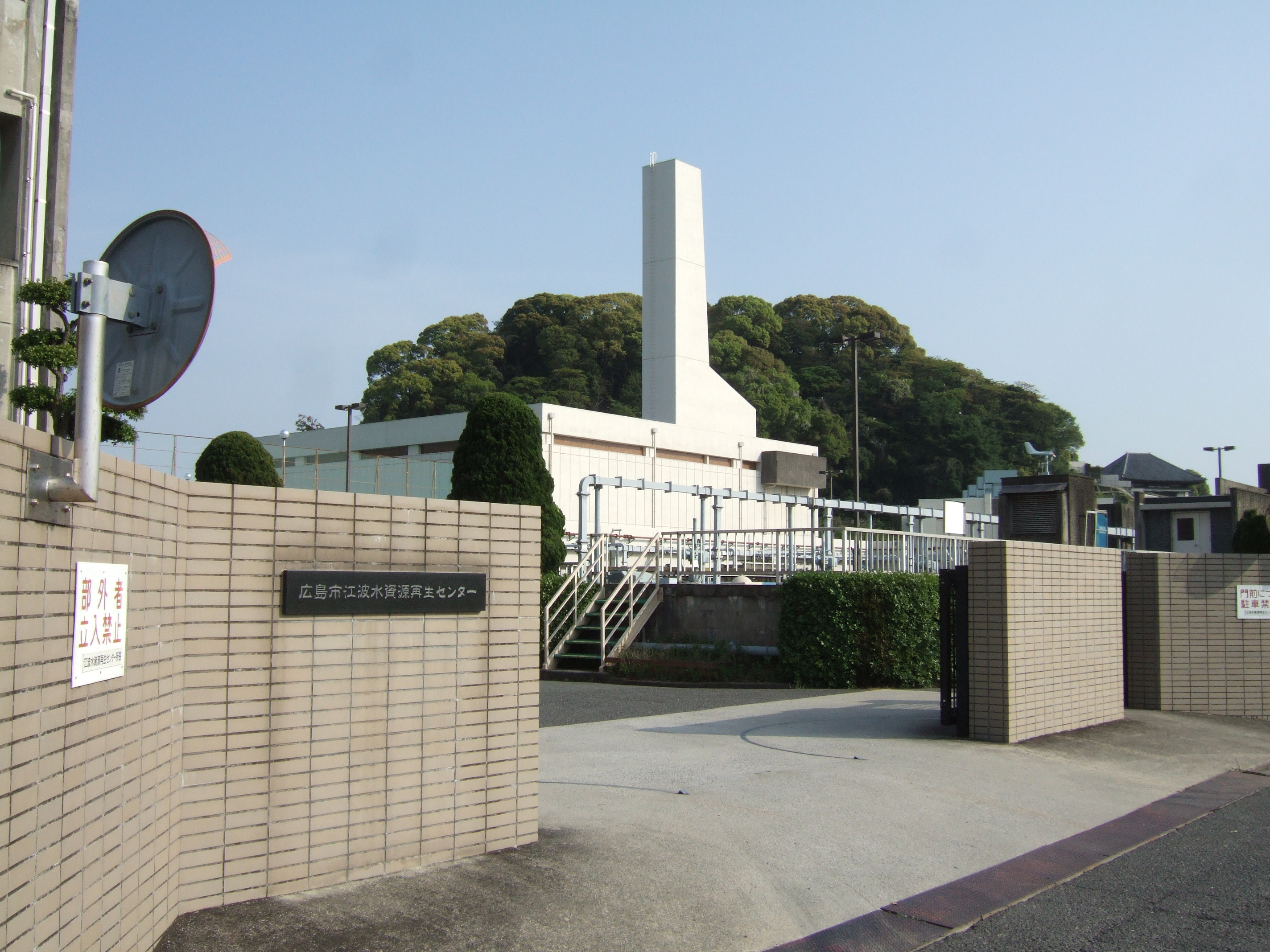
広島市江波水資源再生センター

### 商業施設
- スーパーマーケット
  - マックスバリュ江波店（江波西1丁目北緯34度22分19.5秒 東経132度26分3.8秒）
  - スパーク江波店（江波二本松2丁目北緯34度21分59.2秒 東経132度25分52.7秒） - 24時間営業。

- コンビニエンスストア
  - セブン-イレブン広島江波南3丁目店（江波南3丁目北緯34度21分50.8秒 東経132度25分54.5秒）
  - デイリーヤマザキ広島江波店（江波二本松1丁目北緯34度22分7.2秒 東経132度25分48.9秒）

- ドラッグストア
  - ウォンツ江波店（江波西1丁目北緯34度22分20秒 東経132度26分5秒） - マックスバリュ江波店内。
  - くすりのウェルネス江波店（江波二本松二丁目北緯34度21分59.2秒 東経132度25分52.7秒） - スパーク江波店内。　ほか

- 飲食店
  - ラーメン「陽気」ほか

- 金融機関
  - 広島江波郵便局（江波本町北緯34度22分9.7秒 東経132度26分1.8秒） - かつて、江波二本松一丁目にあったが、広島南道路・広島高速3号線の建設による立ち退きで現在地に移転。
  - 広島江波栄町郵便局（江波栄町北緯34度21分54.5秒 東経132度25分48.3秒。旧称・江波南郵便局）。
  - 広島銀行江波支店（江波西一丁目北緯34度22分14秒 東経132度26分6.7秒）
  - もみじ銀行江波出張所（江波二本松二丁目北緯34度22分5.8秒 東経132度26分0.1秒）
  - 広島市信用組合江波支店（江波西二丁目北緯34度21分56.8秒 東経132度25分49.9秒）
  - 広島信用金庫江波支店（舟入南6丁目北緯34度22分29.9秒 東経132度26分12.7秒）

### その他
- 江波港（江波南一丁目）

広島の外港として栄え、江波から厳島までの航路も存在した。江戸時代幕末には横浜港や神戸港などのように貿易港にする案が浮上していたが、版籍奉還により白紙となった。
1889年 - 宇品港（現在の広島港）の築港により宇品港に外港としての座を譲った。現在ではカキなどの生産が盛んな漁港となっている。
- 三菱重工業広島製作所江波工場・三菱重工業広島研究所江波地区（江波沖町北緯34度21分38.1秒 東経132度25分51.2秒） - 江波の最南部である江波沖町に位置し、1945年に三菱重工業広島造船所江波工場として操業した。1986年、三菱重工広島製作所江波工場に改称し、航空機や橋梁、鋼製煙突、運搬機器などを製造している。
- 江波マリーナ（江波栄町北緯34度21分51.5秒 東経132度25分41.1秒）

### かつて存在した施設
- 江波陸軍射的場（江波西1丁目・江波東1丁目・舟入南4丁目・舟入南1丁目） - 現在は広島市立江波中学校や広島電鉄江波車庫、住宅などになっている。現在の広島市江波中学校付近から、上山（現在の江波皿山）に向かって砲弾が打ち込まれていた。
皿山公園から北東に2本道が延びているのは、射的場のなごりである。
- 広島陸軍病院江波分院（江波二本松2丁目） - 原爆投下後には救護所となった。現在は住宅地になっている。
- 海宝寺幼稚園

### かつて存在した商業施設
- マダムジョイ江波店 - 2018年9月26日閉店、マックスバリュに転換。
- スーパーおおうち江波店（江波本町） - アパンダに転換。
- アパンダ江波店（江波本町） - 旧スーパーおおうち江波店。2007年11月閉店。跡地はマンションとなっている。
- マルシェー江波店（江波二本松2丁目）- 廃業した独立系スーパーマルシン跡に出店したが閉店した。
- ニューふじや江波店（江波本町） - 独立系スーパー。広島南道路・広島高速3号線の建設による立ち退きで閉店。
- セブン-イレブン広島江波店（江波西2丁目）
- ポプラ江波本町店（江波本町） - 跡地は広島江波郵便局となっている。
- ココストア江波店（江波二本松1丁目） - 跡地はデイリーヤマザキ広島江波店となっている。
- 小僧寿し江波店
- マルマン江波店（江波二本松1丁目） - 衣料店
- セルミー江波店（江波二本松1丁目） - 衣料店
- 100円ショップハロー（江波本町） - 学友社書店の跡地に出店。
- 学友社書店（江波本町）
- バンダイ広島支社（江波本町）
- タカノ電気（江波二本松二丁目） - 跡地は現在、中国新聞舟入通り販売所となっている。
- 二番館（江波二本松） - 映画館。最終上映作は『キングコング対ゴジラ』『大怪獣空中戦 ガメラ対ギャオス』の二本立て。
- ヨネダ写真館
- 伊東時計店
- 健康薬局

## 産業
- 広島かきの養殖が盛ん。かつては海苔生産も盛んで、海苔養殖場も多くあった。広島工業港建設計画による埋め立てで多くが失われた。
- 江波巻き - 江波地区伝統の海苔巻き。具は広島菜の漬物。漁師が漁船を漕ぎながら弁当として食べられるように、両端を海苔で閉じている[19]。2008年2月10日に行われた第16回南の風EBAあそびでは広島市江波小学校児童が約13メートルの江波巻き作りに挑戦した。
- 江波焼き - 江波地区伝統の焼き物。江波皿山は江波焼きに由来。

## 祭り・行事
- 南の風EBAあそび - 毎年2月の第2土曜日に江波山公園で開催。
- 江波の火祭り - オットーランと呼ばれる火祭り。奇声をあげて火をくべた一斗缶を叩きながら江波港を練り歩くお祭。
- 亥の子祭り

### 江波の漕伝馬
江波の漕伝馬は未来に残したい漁業漁村の歴史文化財産百選に選ばれている行事である。安芸の宮島の管絃祭が毎年旧暦の6月17日に行われている。この祭りに「江波の漕伝馬」と「阿賀の曳き船」が管絃船を曳航して祭りが行われている。
この両地区が参加するようになった理由は1710年、管絃船が地御前神社（廿日市市地御前）から宮島の神社に帰る際暴風雨によって船が転覆寸前になったところを江波村（現在の広島市中区江波地区）の「古川屋伝蔵」と阿賀村（現在の呉市阿賀）の「岡野喜右衛門」の船が 宮島の管絃船を救助したことから。

## 出身有名人
- 新井貴浩（広島東洋カープのプロ野球選手）
- 中沢啓治（江波中学校出身、『はだしのゲン』作者）
- 大神友明（元サッカー選手）
- 山田恵一（舟入小学校・江波中学校出身、元プロレスラー）
- ロバート・ボールドウィン（タレント）
- アベフトシ（THEE MICHELLE GUN ELEPHANT）
- 森下洋子（バレリーナ）

## 関連書籍
- 『広島県の地名』（日本歴史地名大系 第35巻）平凡社、1982年
- 『角川日本地名大辞典 第34巻：広島県』角川書店、1987年　ISBN 4040013409